# Gunnar Steneby
John Gunnar Steneby, född 30 mars 1936 i Partille, död 11 mars 2024 i Katarina distrikt i Stockholm, var en svensk scenograf.

## Biografi
Steneby fick sin utbildning vid Slöjdföreningens skola i Göteborg och hos Knut och Carl Johan Ström vid Göteborgs Stadsteater. Han var scenograf vid Borås Kretsteater 1959–1964 och vid Uppsala Stadsteater från 1964. Därefter hade han återkommande frilansuppdrag vid Svenska Riksteatern, Norrlandsoperan och Stockholms Stadsteater. Han var även verksam som utställningsscenograf, främst vid Upplandsmuseet.
Under slutet av 1970-talet och början av 1980-talet var Steneby anställd som chefscenograf vid Stockholms Stadsteater och ingick i den ledningsgrupp som planerade bygget av den nya stadsteatern vid Sergels torg. År 1987 kom Steneby tillbaka till Uppsala Stadsteater, nu som chefscenograf. Han fick då också uppdraget att rita och leda projekteringen av den nya salongen, som står klar till stadsteaterns 50-årsjubileum i september 2001.
Steneby dokumenterade sin konstnärliga verksamhet i en unik samling av affischer, skisser, ritningar, modeller, kostymteckningar och fotografier som speglar ett halvsekel svensk teaterhistoria.
Han finns bland annat representerad vid Scenkonstmuseet.

## Uppdrag

### Utställningar
Samlingsutställning på Nationalmuseum 1969, Drömspelsutställning på Gävle museum 1970, Separatutställning på Konstcentrum i Uppsala 1973, Retrospektiv separatutställning på Upplandsmuseet 2001, Samlingsutställning på Uppsala stadsteater 2001–2002.
På Upplandsmuseet presenterar han 2001 i en retrospektiv utställning 50 av sina 180 uppsättningar.

### Utställningsscenografi
Utformning av historiskt bankkontor inför Skandinaviska Enskilda Bankens hundraårsjubileum 1864–1964. Platser: Borås och Elmiamässan i Jönköping.

### Utställningsscenografier på Upplandsmuseet
Kärnhuset i riksäpplet 1993, Erik XIV 1994, Barnen - Vår framtid 1999, Orphei Drängar (OD)- 150 år 2003, Owe Thörnqvistutställningen 2005, Akademiska sjukhuset 300 år, jubileumställning 2007, Upplandsmuseet 50 år, jubileumsutställning 2009, "Från Pop-Hamlet till Markusevangeliet", en retrospektiv utställning 2013 om regissören Ulf Fredriksson.

### Konsultuppdrag, arkitektur, scenteknik
Omgestaltning sv salongen, Borås Teater 1962, Omdaning av Victoriabiografen i Malmö för Malmö scenskola 1967, Omdaning av scenen i Sandvikens Folkets Hus 1972, Förslag till stadsteater i Stadsparken, Uppsala 1975, Ombyggnad av Katarina Reals aula till scen för Teaterhögskolan i Stockholm 1976, Utformning av aulan i Märsta Gymnasium, Moderniserning av scenen i Gävle Folkets Hus 1978, Upprättande av om- och tillbyggnadsprogram för Gefle Teater 1979, Utformning av samlingssal för Vårdskolan i Gävle 1984, Ombyggnad av Riksdagshuset vid Sergels torg till Stockholms stadsteater 1990, Ombyggnad av Hippodromteatern till Malmö Dramatiska Teater 1991, Norrlandsoperan, nybyggnad, invigd 2002.

### Arkitektarbeten
Ombyggnaden av stora scenens salong på Upsala stadsteater, invigd i samband med teaterns 50-årsjubileum 2001, Förslag till ny personalentré, Upplandsmuseet, Arkitekttävling: Uppsala Konsert och Kongress 2002, Uppmätning och upprättande av relationsritningar av Akademikvarnen (Upplandsmuseet) 2006.
Från 2008 sysselsatt med projektet Masthamnsoperan, ett genomarbetat förslag till en ny nationalscen i Stockholm för opera, musikteater, dans och balett med placering i Masthamnen nedanför Fåfängan, www. masthamnsoperan.se.

## Teater

### Scenografi (ej komplett)
| År   | Produktion                                 | Upphovsmän                                                              | Regi                | Teater                    | Noter                        |
| ---- | ------------------------------------------ | ----------------------------------------------------------------------- | ------------------- | ------------------------- | ---------------------------- |
| 1960 | Mans kvinna                                | Vilhelm Moberg                                                          | Anita Blom          | Borås kretsteater         |                              |
| 1960 | Natten är min La Bonne Anna                | Marc Camoletti                                                          | Palle Granditsky    | Borås kretsteater         |                              |
| 1960 | Om jag ville... Si je voulais...           | Paul Géraldy och Robert Spitzer                                         | Kåre Santesson      | Borås kretsteater         |                              |
| 1965 | Gasljus Gas Light                          | Patrick Hamilton Översättning Anita Blom                                | Palle Granditsky    | Upsala-Gävle stadsteater  |                              |
| 1975 | Prästkappan                                | Sven Delblanc                                                           | Ulf Fredriksson     | Uppsala-Gävle Stadsteater |                              |
| 1978 | Othello                                    | William Shakespeare Översättning Anders Carlberg                        | Johan Bergenstråhle | Stockholms stadsteater    |                              |
| 1982 | Historien om en häst Холстомер, Cholstomer | Leo Tolstoj Översättning Ulf Fredriksson, Bo Hallin och Bengt Jangfeldt | Lars Edström        | Stockholms stadsteater    |                              |
| 1983 | Gisslan The hostage                        | Brendan Behan Översättning Kåre Santesson                               | Kåre Santesson      | Stockholms stadsteater    | Tillsammans med Ulla Kassius |

## Stipendier
- 1962 – Thaliadiplomet, Borås
- 1965 – Statens konstnärsnämnds resestipenium
- 1966 – Gustaf Grahns stipendium, Uppsala (Motivering: "Gunnar Steneby besitter en stilens mångsidighet och ett vitalt artisteri vilket kan karaktäriseras som enastående och som i hög grad verkar stimulerande för teaterkonsten och teaterintresset".)
- 1968 – Uppsala kommuns kulturstipendium (Juryns motivering: "Nyskapande scenografi genomsyrad av artistisk medvetenhet och scentekniskt kunnande".)
- 1972 – Statens konstnärsnämnds stora arbetsstipendium
- 2001 – Uppsala kommuns förtjänstmedalj